# 戸倉上山田温泉

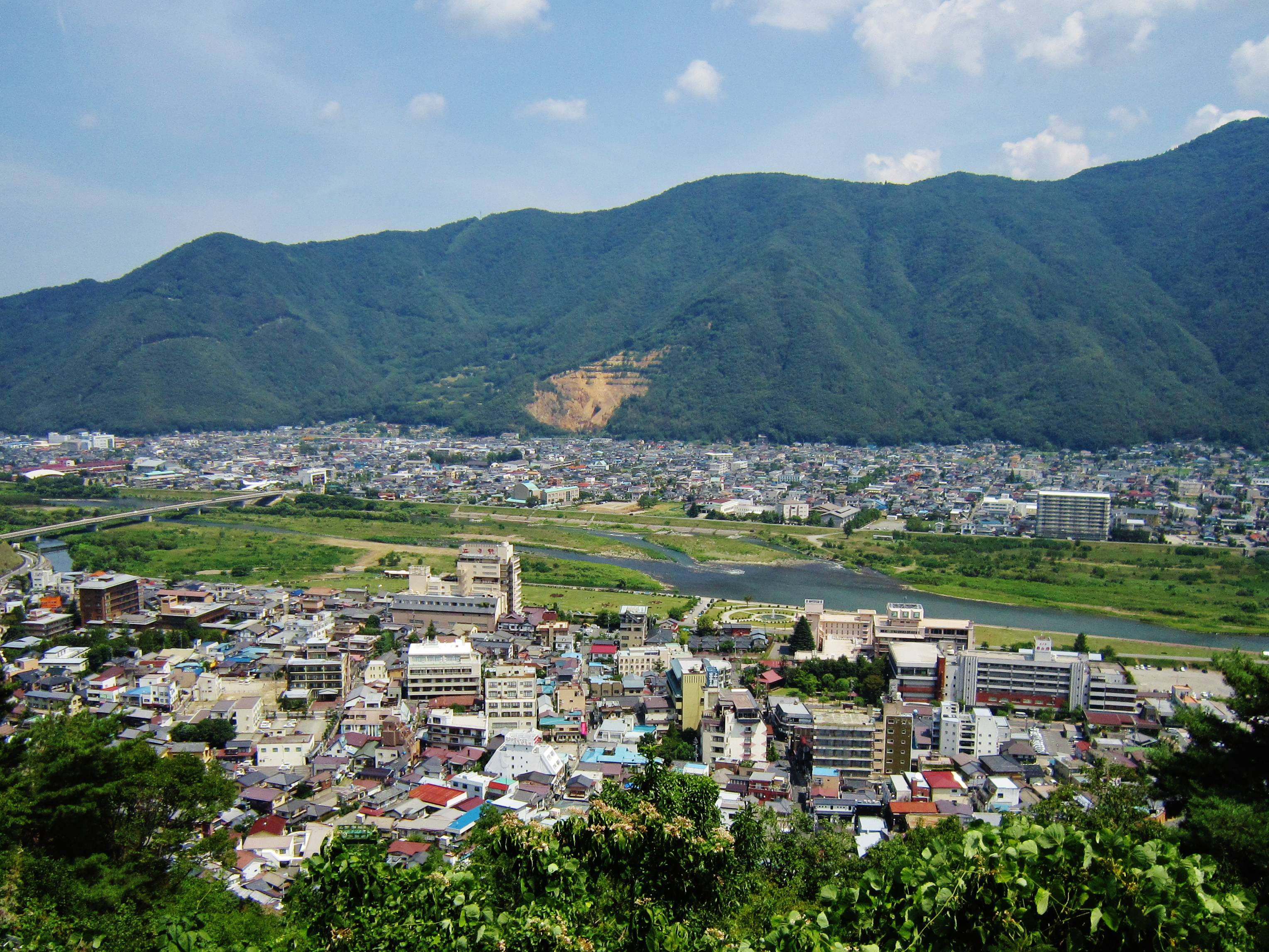
城山より見下ろす戸倉上山田温泉

戸倉上山田温泉（とぐらかみやまだおんせん）は、長野県（旧国信濃国）千曲市上山田温泉にある温泉。千曲川左岸の戸倉温泉と上山田温泉および右岸の新戸倉温泉を総称して信州戸倉上山田温泉と呼ぶ。「とぐら」の読みは濁る。

## 概要
明治中期に千曲川の河川敷に戸倉温泉、上山田温泉が相次いで開湯され、善光寺参りの精進落としの湯として賑わった。例年、千曲川の水害に見舞われて一時は移転を余儀なくされたが、明治末期から大正時代にかけて堤防や温泉施設の整備が進み、大正後期には現在の温泉街・繁華街が成立した。戦後間もないころは傷病兵の湯治場となり、最盛期の昭和後期には企業の団体客など年間130万人以上の観光客が訪れ、300人以上の芸妓が在籍した。
戸倉温泉・笹屋ホテルの別館「豊年虫」は国の登録有形文化財で、フランク・ロイド・ライトに師事した遠藤新の設計による数寄屋造り建築の代表的建造物。

## 泉質
- 単純硫黄泉・単純硫化水素泉
  - 源泉本数 : 計52本
  - 総湧出量 : 毎分8,332リットル

## 歴史

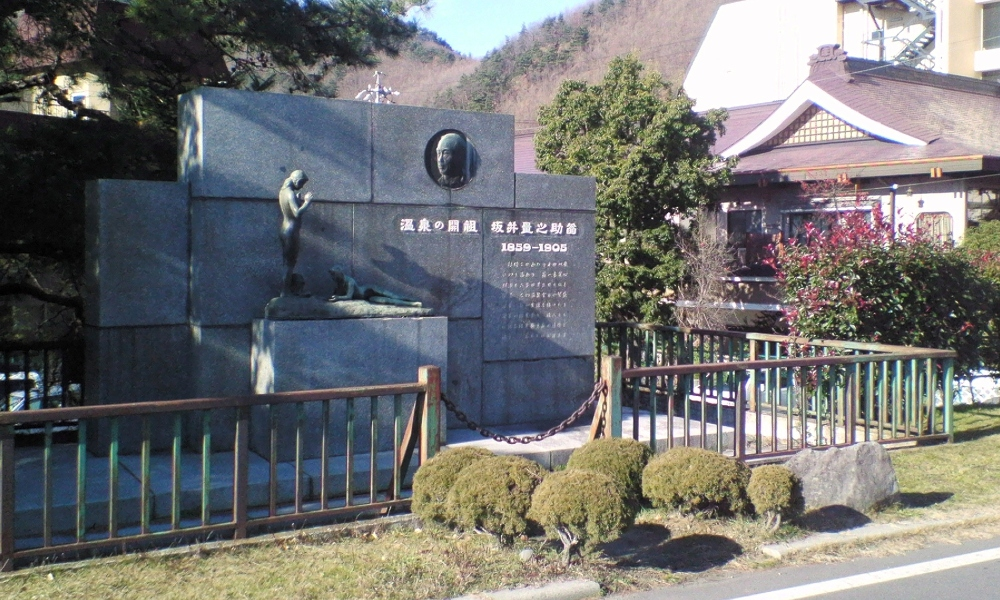
温泉の開祖、坂井量之助の記念碑

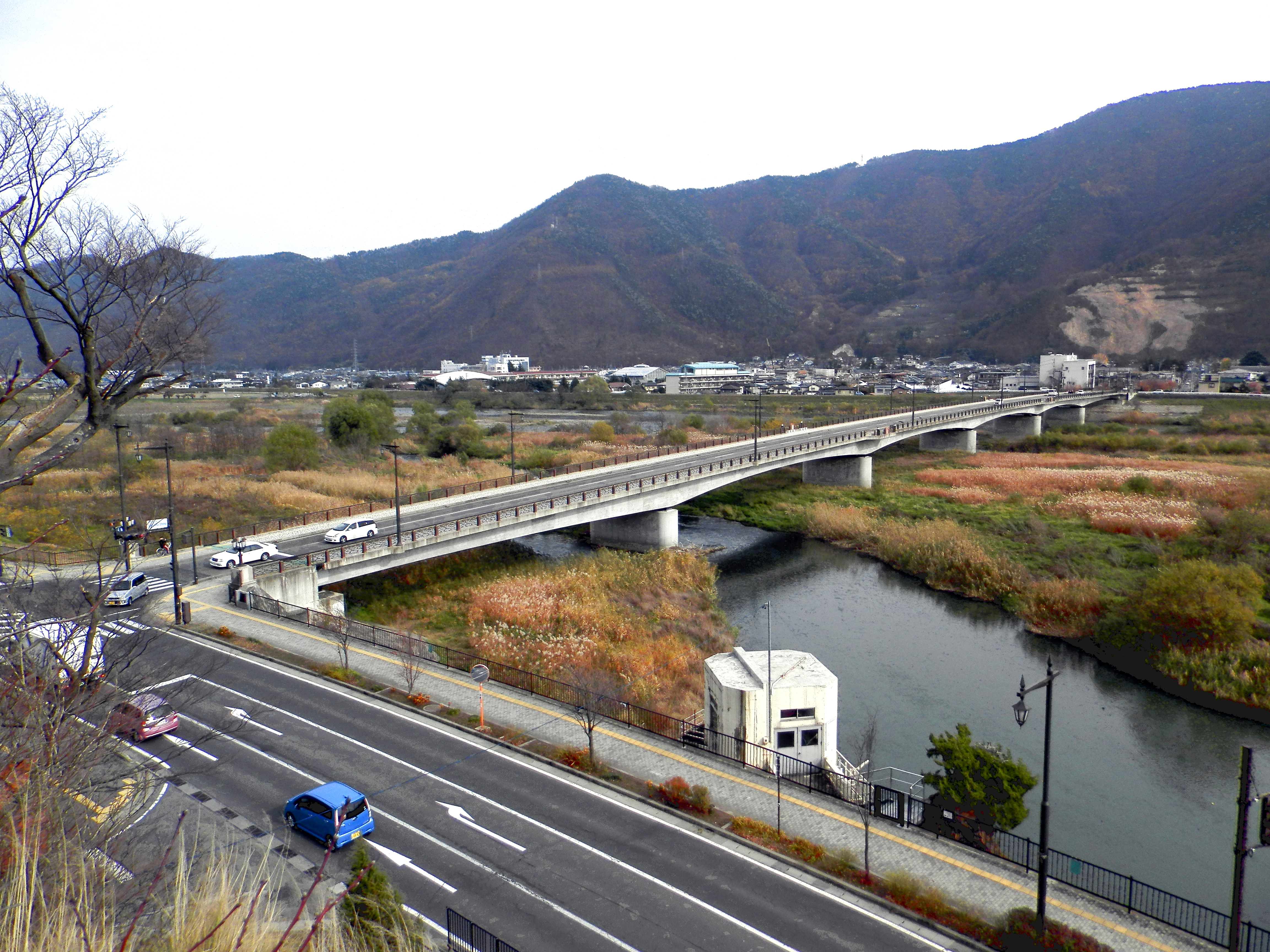
大正橋が出来る前は渡船で千曲川を渡っていた。

戸倉村には江戸期には北国街道の宿場があったが、1888年（明治21年）に信越線が開通するも戸倉村には停車場ができなかった。隣村の坂城は停車場が設けられて旅客や集荷で賑わうのに対し、戸倉の衰退に危機感を抱いた戸長の坂井量之助によって温泉掘削が発案された。
もともと千曲川の河川敷に湧き湯があることが知られており、1893年（明治26年）に戸倉温泉が掘られた。しかし、戸倉温泉は千曲川の中洲にあり、たびたびの水害を受け、1902年（明治35年）には旅館設備が全て流失して右岸への移転を余儀なくされた。その後築堤が進み、1916年（大正5年）に現在の左岸へ移された。
- 1868年（慶応4年） - 千曲川の漁民が川原で温泉を見出す。
- 1878年（明治11年） - 八王子山万治峠越えの旧来の山道から崖を横切る明治新道が開設される。
- 1893年（明治26年） - 戸倉村の坂井量之助が千曲川の中洲に戸倉温泉を開湯。上総掘りで約9.1メートルの掘削により温泉を得る。源泉は48.9℃。浴槽は間口7間半、奥行き3間だった。
- 1900年（明治33年） - 戸倉温泉株式会社が設立。
- 1902年（明治35年） - 戸倉温泉が千曲川の右岸（北岸）に移転。
- 1903年（明治36年） - 千曲川分流の岸辺に男女別浴槽と特等浴槽（かめ乃湯）が開設され、上山田温泉が開湯。源泉は57.2℃だった。
- 1903年（明治36年） - 坂井量之助が清涼館笹屋ホテル（現在の笹屋ホテル）を興す。
- 1907年（明治40年） - 上山田温泉株式会社が設立。
- 1907年（明治40年） - 千曲川の洪水で戸倉温泉が流され、事実上の休業に陥る。
- 1908年（明治41年） - 休業状態だった戸倉温泉株式会社が解散。
- 1912年（明治45年） - 信越線戸倉停車場開業
- 1914年（大正3年） - 戸倉停車場から千曲川を渡って温泉街を結ぶ大正橋が架橋、乗合自動車が運行される
- 1916年（大正5年） - 畑山国三郎により千曲川川岸の堤防が整備され、戸倉温泉が千曲川の左岸（南岸）へ移転される
- 1920年（大正9年） - 温泉劇場が開業。
- 1922年（大正11年） - 内湯旅館ができる。
- 1928年（昭和3年） - 志賀直哉が笹屋ホテルに逗留し、短編小説『豊年蟲』を執筆。
- 1928年（昭和3年） - 正木不如丘・中山晋平により「千曲小唄」が作られる。
- 1932年（昭和7年） - 遠藤新が笹屋ホテルの別荘（数寄屋造り8室、現在の豊年虫）を設計、建築。日本の近代観光旅館建築の元祖とされる。
- 1935年（昭和10年） - 急崖を横切る明治新道の道幅が狭く転落する犠牲者を生じた。その供養と安全を祈願する崖観音を建立。
- 1956年（昭和31年） - 坂井量之助の頌徳碑が建立。
- 1993年（平成5年） - 開湯100年。温泉資料館などが整備される。
- 2003年（平成15年） - 笹屋ホテルの数寄屋造り8室が国の登録有形文化財に登録される。（#豊年虫参照）

温泉街では坂井量之助を開祖、畑山国三郎を中興の祖とし、千曲川の堤防上に両者の石碑が建てられている。

### 坂井量之助
坂井家は江戸時代から続く下戸倉宿の名主。15代目の量之助は明治期には戸長から貴族院議院互選人となった。私財で戸倉温泉を掘削・開湯し、戸倉駅誘致に尽力したが、温泉施設は毎年千曲川の水害で流失して損害を被り、坂井家は2度の破産に見舞われた。1905年（明治38年）に戸倉駅開業を待たずに没した。
坂井家は1596年（慶長元年）以来の酒蔵でもあり、現在も戸倉駅付近で旧家を改装した酒屋として営業している。1760年（宝暦10年）建築の母屋をはじめとして、宝暦、寛政、慶応、明治、大正、昭和期の酒蔵が残され、国の登録有形文化財に登録されている。

### 畑山国三郎
上水内郡牟礼村に生まれ、若いうちから長野市で事業で成功する。坂井の後を継ぎ、千曲川の築堤や架橋、温泉掘削や施設の整備を行い、現在の戸倉上山田温泉の礎を完成させた。

## 温泉街

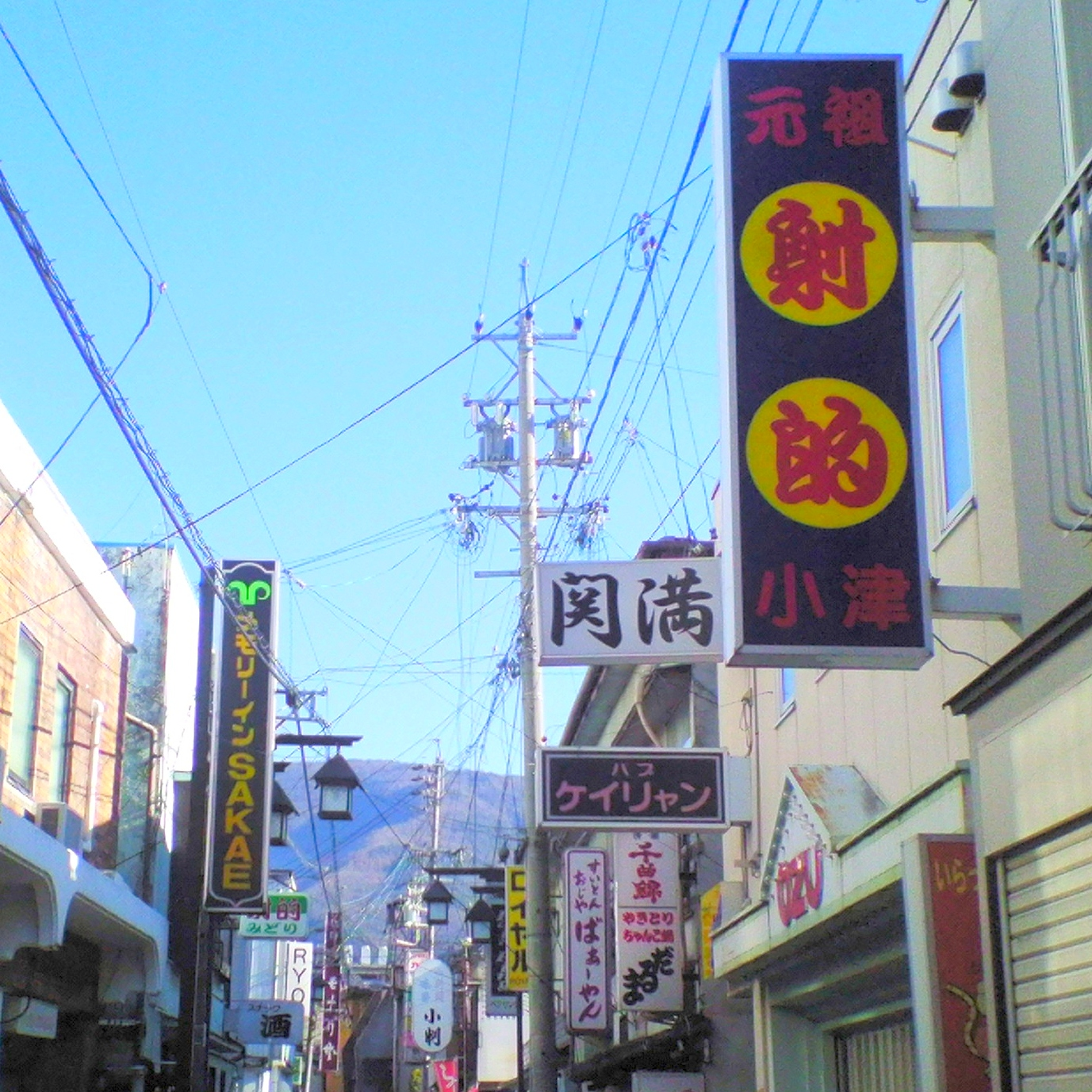
花町通りや新世界通りなどの遊興歓楽街が残る。

千曲川の流れに沿うように約50軒のホテル・旅館が存在する。総勢150名の芸妓が在籍しているとされ、射的場のある温泉街を形成している。湯治よりも遊興的雰囲気の強い温泉街。
日帰り専用入浴施設は7軒存在する。
千曲川左岸には、かめ乃湯、つるの湯、瑞祥があり、右岸には、万葉超音波温泉、戸倉観世温泉、戸倉国民温泉、戸倉メリーランド白鳥園がある。かめ乃湯・つるの湯は、昔ながらの共同浴場だったが、リニューアルにより新しい施設になった。万葉超音波温泉、戸倉観世温泉、戸倉国民温泉は、温泉銭湯である。夏には千曲川河川敷で花火大会が行われる。

### 恋しの湯伝説

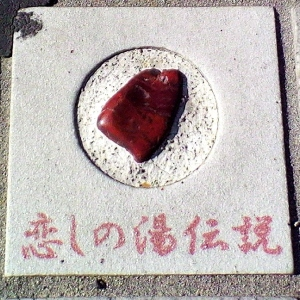
大正橋に埋め込まれている赤い小石

戸倉上山田温泉にまつわる伝承。「恋し」と「小石」をかけている。
江戸時代、千曲川の川岸に住むお政には両想いの婚約者がいたが、江戸に出たまま行方知れずとなる。千曲川で赤い小石を100個集めれば婚約者は戻るとのお告げを受けたお政は、毎日石を探し、やがて99個の赤い小石を得る。しかし、最後の1個が見つからず、凍てつく冬の川原を探すうちに湧き湯を発見する。温泉で指を温めたお政は無事に100個目の小石を見つけ、婚約者と結ばれる。
戸倉駅と温泉街を結ぶ大正橋にはこの伝承にちなみ、99個の赤い小石が埋めこまれている。

### 豊年虫
フランク・ロイド・ライトに師事した遠藤新が1932年（昭和7年）に設計した。伝統的な日本建築に洋式ホテルの設計を取り入れ、数寄屋造りの個室8棟を建築、近代観光旅館建築のモデルとなった。2003年（平成15年）に国の登録有形文化財に登録されたのを期に、志賀直哉が逗留して執筆した小説『豊年蟲』にちなんで「豊年虫」と改称した。豊年虫とはカゲロウのこと。

### 温泉街の行事
- 5月 牛に引かれて善光寺詣り
- 7月 夏祭りと大煙火大会
- 8月 千曲川納涼煙火大会

## アクセス
- 鉄道:しなの鉄道戸倉駅よりタクシーで約10分。
- バス:千曲市循環バス「ほっとバス」「さざなみ」「やまびこ」
- 自家用車:上信越自動車道坂城インターチェンジから国道18号経由。